# Artur Maximilian von Bylandt-Rheidt
Artur Maximilian von Bylandt-Rheidt (3 de mayo de 1821 - 21 de febrero de 1891) fue un General de Artillería austrohúngaro y Ministro de Guerra entre 1876 y 1888.

## Biografía
Artur Maximilian von Bylandt-Rheidt provenía de la familia de oficiales de Bylandt-Rheidt. Sus padres fueron el oficial austríaco Ferdinand von Bylandt-Rheidt (1796-1862) y su esposa Adelheid von Mikusch und Buchberg (1798-1877).
Bylandt-Rheidt se enroló en el Ejército austríaco como cadete en 1837 y participó en la supresión de la Revolución húngara en 1848 y 1849 y luchó en la segunda guerra de Independencia italiana en 1859.
En 1864 fue nombrado presidente del comité de artillería en el directorio de artillería de campo y después en 1866, después de la retirada del ejército del norte en la guerra austro-prusiana, fue hecho ad latus del directorio. En 1869 fue promovido a Mayor General y nombrado presidente de los comités militares técnico y administrativo del Ejército austrohúngaro. En este rol, fue promovido a Teniente Mariscal de Campo en 1874.
El 20 de junio de 1876 fue nombrado Ministro de Guerra Imperial y Real y se dedicó en este puesto a la reforma del ejército, especialmente la artillería. El 21 de agosto de 1876, participó en la ceremonia de apertura del Reichsbrücke en Viena. En 1882 fue nombrado además General de Artillería. Durante su periodo de servicio, el salario militar fue elevado de 100 a 117 florines y el periodo de servicio obligatorio fue elevado a diez años por medio de la ley del Landsturm. También inició la introducción de nuevas armas cortas desarrolladas por Ferdinand Mannlicher. Bylandt-Rheidt apoyó la retención de un solo idioma en el Ejército y se opuso a la descentralización de los Ferrocarriles militares.
El 17 de marzo de 1888 Bylandt-Rheidt fue enviado al retiro a petición propia. Repartió sus últimos años de vida, con mala salud, entre Viena en la Praterstraße 66, Wien-Leopoldstadt, Vöslau y Baden bei Wien.

## Familia
Se casó con la Condesa Maria Anna von Harbuval und Chamare (25 de agosto de 1832 - 8 de septiembre de 1912) el 27 de enero de 1852 en Praga. La pareja tuvo cuatro hijos:
- Maria von Bylandt-Rheidt (5 de octubre de 1852 - 11 de diciembre de 1919), quien se casó con Emanuel von Waldstein (1840-1894) en 1872.
- Anton von Bylandt-Rheidt (22 de mayo de 1859 - 30 de diciembre de 1943), quien se casó con Johanna Lexa von Aehrenthal (1869-1939) en 1897.
- Artur von Bylandt-Rheidt (3 de febrero de 1854 - 5 de julio de 1915), Ministro austríaco de Agricultura y Ministro del Interior, quien se casó con Franziska von Saint-Genois (1854-1929) en 1883.
- Eugen von Bylandt-Rheidt (28 de abril de 1866 - 5 de diciembre de 1914).

## Publicaciones
Bylandt-Rheidt fue también el autor de varios manuales militares, incluyendo:
- Schießen und Werfen aus Feld- und Gebirgskanonen, 1872.
- Der indirekte Schuss mit Hohlgeschossen, 1874.
- Wirkung und Gebrauch der k. k. österreichischen Feld- und Gebirgsgeschütze, 1878.

## Condecoraciones
- Orden imperial de la Corona de Hierro, Segunda Clase, 1 de febrero de 1870[1]
- Geheimrat, 20 de junio de 1876[1]
- Orden de la Corona de Hierro, Primera Clase, 20 de diciembre de 1876[1]
- Gran Cruz de la Orden de Leopoldo, 19 de octubre de 1878[1]
- Caballero de la Orden del Toisón de Oro, 25 de abril de 1887[1]
- Gran Cruz de la Orden de San Esteban de Hungría, 1888[1]